# بريت هوليستر
بريت هوليستر (بالإنجليزية: Brett Hollister)‏ هو موجه قوارب ‏ نيوزيلندي، ولد في 19 مايو 1966 في روتوروا في نيوزيلندا.

## وصلات خارجية
- بريت هوليستر على موقع الاتحاد الدولي للتجديف (الإنجليزية)
- بريت هوليستر على موقع اللجنة الأولمبية الدولية (الإنجليزية)
- بريت هوليستر على موقع أوليمبيديا (الإنجليزية)
- بريت هوليستر على موقع اللجنة الأولمبية النيوزيلندية (الإنجليزية)